# Medio Atrato
Medio Atrato è un comune della Colombia facente parte del dipartimento di Chocó.
Il centro abitato venne fondato nel 1983, mentre l'istituzione del comune è del 23 giugno 1999.